# 川端康成
川端康成（日语：／ Kawabata Yasunari ?，1899年6月14日—1972年4月16日），世界知名的日本新感觉派作家、文學批評家，活躍於大正至昭和年間。川端康成在1960年代，曾8次被推薦諾貝爾文學獎名單，1968年成為首位日本人诺贝尔文学奖得主，也是繼羅賓德拉納特·泰戈爾之後第2位獲獎的亞洲作家。
川端康成出生於大阪府，畢業於東京帝國大學日本文學系。大學時因受菊池寬賞識於文學批評等領域嶄露頭角，之後與橫光利一等人共同創辦了同人誌《文藝時代》。他結合西歐的前衛文學創作出了被稱為新感覺文學的作品，並作為「新感覺派」作家而受到關注。他的作品類型多樣，手法、風格各異，包括詩、抒情文章、神秘主義作品、少女小說等等，因此也被人稱為魔術師。此後，他又創作了諸如在死亡和輪迴中表現「日本之美」的作品，融合了連歌和前衛的作品等等。這些作品表現了他對傳統美、魔界等主題的關注。他對人性的醜惡與無情，人心的孤獨與絕望理解得十分透徹。他在日本文學史上留下了許多名著，這些名著奠定了其作為日本文學最高峰的不可動搖的地位。作為第一個獲得諾貝爾文學獎的日本人，他在獲獎演講中向世界介紹了日本人的生死觀和美學意識。

## 生平

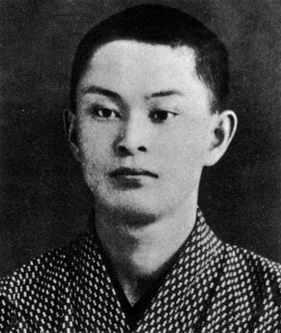
川端康成摄于1917年

川端康成生于大阪府大阪市北區此花町（今天神橋附近），祖辈为地方有名的富贵，家道中落后迁于东京，其父亲习医。川端康成两、三岁时父母病故，祖父将他带回大阪府扶养，他唯一的姊姊则寄养在另一亲戚处。由于身体孱弱，川端康成的幼年生活是封闭式的，几乎没有与外界的接触；而这种过分的保护没有改善他的健康，反而造就了他忧郁、扭曲的性格。川端康成上学后，这种生活有所变化，但不幸又接踵而来：川端康成的祖母、姊姊、祖父相繼过世；这种对于死亡的体验给他留下的恐惧的影响是一生的。孤独的川端康成一边拒绝现实中的热量，一边在文字的世界里绘制着想象中热量，那个时候他开始阅读《源氏物语》——在他的一生中，这本书是另一个重大的影响；评价他的作品，就不可避免的要提到《源氏物语》。中学时，川端康成对于《源氏物語》还仅仅一知半解，但就他所能体会到的感觉，他开始尝试自己写作。
1915年，一本杂志刊登了他的几首俳句。次年，他在当地的一份报纸《京阪新闻》上发表了几首和歌和杂文。中学毕业后，川端康成前往東京府舊制第一高等學校学习，在那里他接触到世界文学及日本文学中最精辟、最前沿的浪潮。1920年后，川端康成对于写作风格不断探究，短篇《招魂节的一幕》奠定了其在文坛的第一步。1926年，除了其一生唯一一部剧本《疯狂的一页》被拍成电影，川端康成还发表了《伊豆的舞孃》。获得赞誉的川端康成并没有停留不前，其写作风格从新感觉到新心理主义，又到意识流，1931年的《针、玻璃和雾》可以说是其中一个的代表。接下来，川端康成的作品中开始出现佛教「空」、「无」的思想。
1934年，川端康成开始写《雪国》连载，3年后出了单行本，获得第三届文艺恳话会奖。1936年，川端康成因为反战而宣布停笔、不写文艺时评类文章，并在接下来的几年中广泛参加反战活动。1940年，川端康成参与成立日本文学会。1941年，川端康成受关东军邀请访问满洲等地；访问结束后，他自费留在中国，并将妻子一同接到中国，两人前往北京，在太平洋战争爆发前回到日本。第二年，川端康成编辑了《满洲各民族创作选集》。1944年，川端康成以《故园》等文章获战前日本最后一届菊池宽奖。

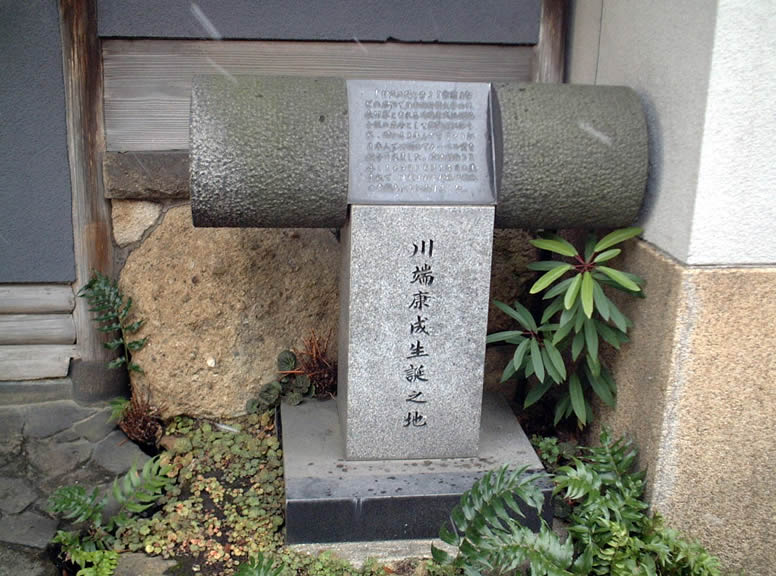
川端康成誕生地紀念碑

1947年，历经13年，《雪国》定稿。1949年，川端康成另一部重要的小说《千羽鶴》开始连载；1952年，这部小说被改编成歌舞伎。1961年，川端康成前往京都写作《古都》，同年获得文化勋章。1968年10月17日，川端康成以《雪国》、《千羽鶴》及《古都》等获得诺贝尔文学奖，他是历史上第一个获得此奖项的日本人，也是继泰戈尔之后第二位获此奖项的东方人。同年12月10日，他著和服正裝「紋付羽織袴」在斯德哥爾摩音樂廳领奖。12月12日於瑞典学院发表了《我在美丽的日本》（美しい日本の私）演說，在这篇演講稿中川端康成引用了诸多古典文学诗词，来抒发自己对于日本、日本这个民族的美的体验。1969年4月，川端康成旅行期间，与亚历山大·索尔仁尼琴被选为美国艺术文艺学会的名誉会员。
1970年11月25日，三島由紀夫在鼓动政变失败后切腹自殺，不少作家趕到現場，只有川端康成獲准進入，但沒見到屍體。川端康成受到很大刺激，對學生表示：「被砍下腦袋的應該是我。」1972年4月16日，即三島由紀夫自殺之後17個月，川端康成在工作室的公寓打開煤氣開關自杀，未留下隻字遺書。兩人相繼自殺留給了後人無數的疑問。

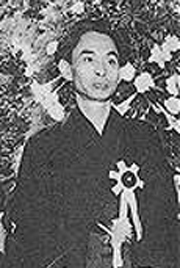
1951年，川端康成擔任林芙美子治喪委員會主任委員

2013年2月19日，川端康成首部在報紙連載的小說《美麗！》於塵封86年後被重新發現，比之前公認為他的最早連載小說《海之火祭》，還早四個月發表。

## 评价
|        | 昨日始读川端康成的《雪国》，虽未尽毕，然亦不能释手。日人小说确有其风格，而其细致、精确、优美、真切，在我读过的几篇中，十分明显。 |
| ——曹禺 | |

|              | 川端康成是个永恒的旅游者，生于日本的艺术家，被迫对日本文化不断的进行批判，从东西方文化的交汇中清理出真正属于自己风土和本能的东西，只有在这方面取得切实成果的人是成功的。 |
| ——三岛由纪夫 | |

## 作品
- 《美麗！》：約8,000字短篇小說，1927年4月至5月分四期在《福岡日日新聞》（現《西日本新聞》）刊登
- 《感情装飾》（感情装飾，1926年）
- 《伊豆舞孃》（伊豆の踊子，1927年）
- 《浅草紅團》（浅草紅団，1930年）

- 《化粧與口笛》（化粧と口笛，1933年）
- 《水晶幻想》（水晶幻想，1934年）
- 《抒情歌》（抒情歌，1934年）
- 《禽獸》（禽獣，1935年）
- 《純粹的声》（純粋の声，1936年）

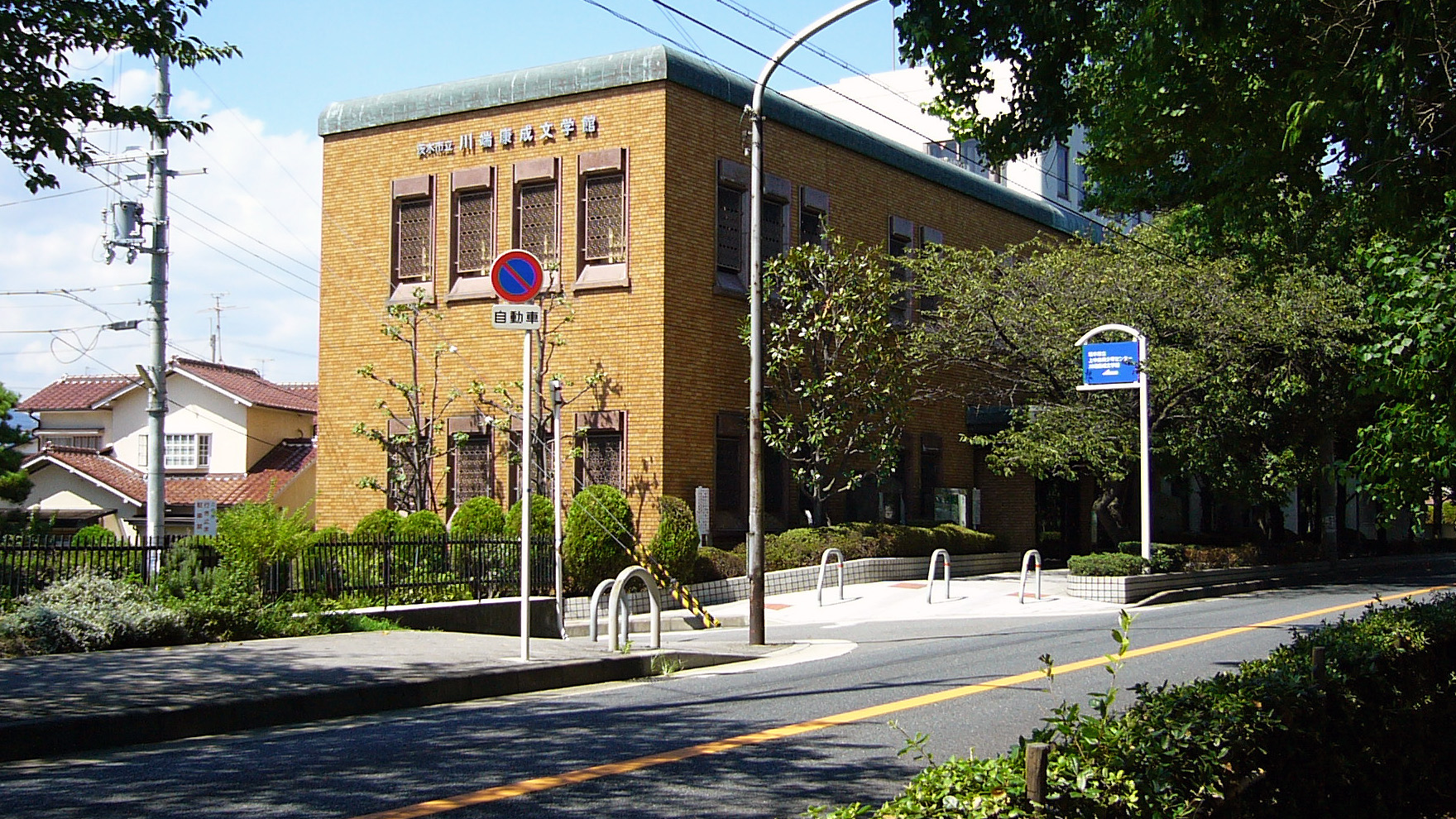
茨木市立川端康成文学館

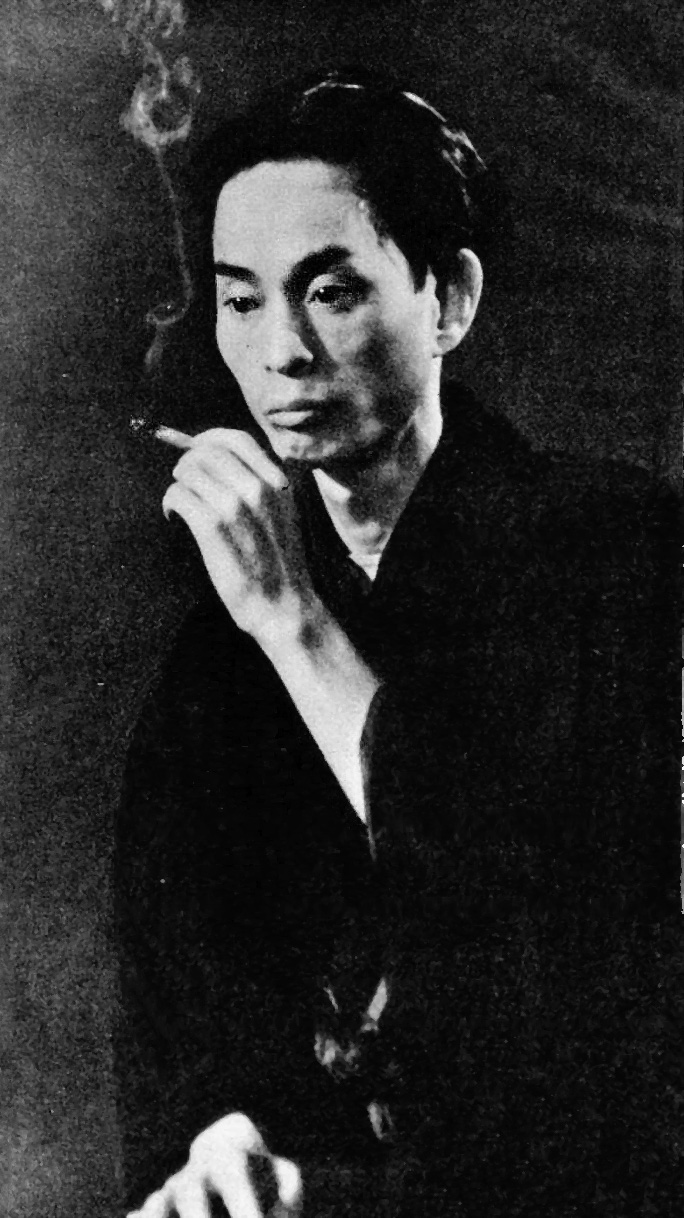
川端康成（1932年）

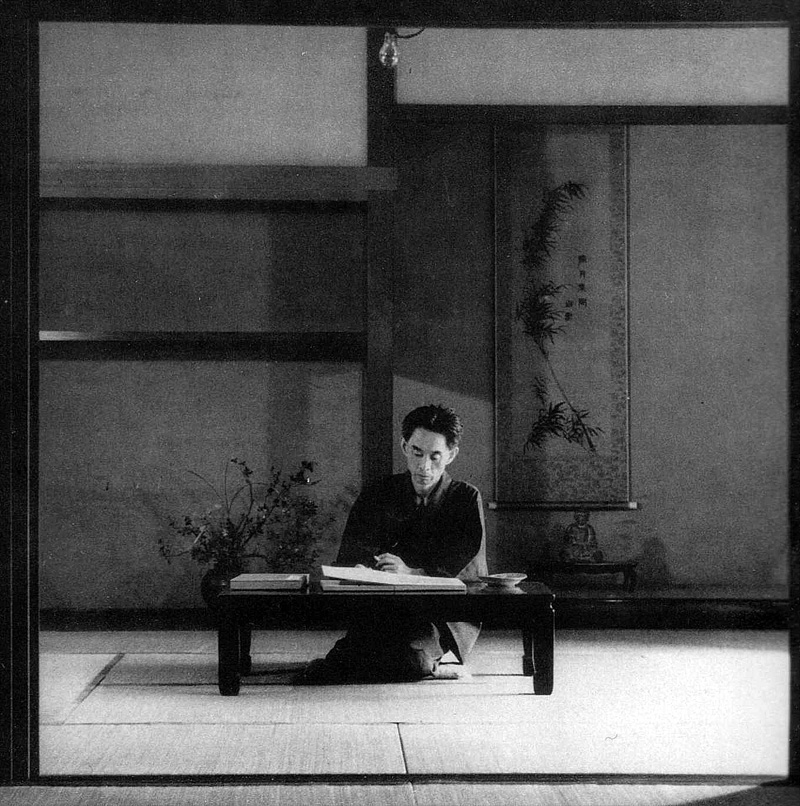
川端康成（1946年）

- 《花的華爾滋（圓舞曲）》（花のワルツ，1936年）
- 《雪國》（雪国，1937年）
- 《少女的心》（むすめごころ，1937年）
- 《女性開眼》（女性開眼，1937年）
- 《班長的偵探》（級長の探偵，1937年）
- 《少女的港湾》（乙女の港，1938年）
- 《睡顔》（寝顔，1941年）
- 《愛的人們》（愛する人達，1941年）
- 《文章》（文章，1942年）
- 《美麗的旅行》（美しい旅，1942年）
- 《高原》（高原，1942年）
- 《朝雲》（朝雲，1945年）
- 《愛》（愛，1945年）
- 《駒鳥温泉》（駒鳥温泉，1945年）
- 《日雀》（日雀，1946年）
- 《晚霞少女》（夕映少女，1946年）
- 《温泉宿》（温泉宿，1946年）
- 《虹》（虹，1947年）
- 《一草一花》（一草一花，1948年）
- 《我的伊豆》（私の伊豆，1948年）
- 《哀愁》（哀愁，1949年）
- 《新文章讀本》（新文章読本，1950年）
- 《舞姬》（舞姫，1951年）
- 《千羽鶴》（千羽鶴，1952年）
- 《再婚者》（再婚者，1953年）
- 《日月》（日も月も，1953年）
- 《河邊小鎮的故事》（川のある下町の話，1954年）
- 《山音》（山の音，1954年）
- 《吳清源棋談·名人》（呉清源棋談・名人，1954年）
- 《童謠》（童謡，1954年）
- 《伊豆之旅》（伊豆の旅，1954年）
- 《東京的人》（東京の人，1955年）
- 《湖》（みづうみ，1955年）
- 《燕之童女》（燕の童女，1955年）
- 《生為女人》（女であること，1955、56年）
- 《富士的初雪》（富士の初雪，1958年）
- 《有風的未知》（風のある未知，1959年）
- 《睡中的美女》（眠れる美女，1961年）
- 《古都》（古都，1962年）
- 《愛與哀愁》（美しさと哀しみと，1965年）
- 《只手》（片腕，1965年）
- 《落花流水》（落花流水，1966年）
- 《月下之門》（月下の門，1967年）
- 《美的存在與發現》（美の存在と発見，1969年）
- 《ある人の生のなかに》（ある人の生のなかに，1972年）
- 《蒲公英》（たんぽぽ，1972年）
- 《竹声桃花》（竹の声桃の花，1973年）
- 《日本的美的中心》（日本の美のこころ，1973年）

## 作品中譯

### 繁體本
- 不著譯者，《伊豆的舞娘》，志文出版社，1985年。
- 不著譯者，《美麗與悲哀》，志文出版社，1988年。
- 蕭羽文，《雪鄉》，志文出版社，1988年。
- 不著譯者，《雪鄉、千羽鶴、古都》，志文出版社，1990年。
- 不著譯者，《感情裝飾》，大安出版社，1990年。
- 孫惠媛/編，《愛戀一生》，明田出版社，1990年。
- 劉慕沙/譯，《女身》，遠流出版社，1991年。
- 夏目漱石、川端康成等人/著，不著譯者，《日本短篇小說傑作選》，志文出版社，1994年。
- 高慧勤/譯，《雪國、千鶴、古都》，桂冠圖書公司，1994年。
- 柏谷/編，《川端康成極短篇》，聯經出版公司，1995年。
- 高慧勤/譯，《雪國》，桂冠圖書公司，1998年。
- 高慧勤/譯，《古都》，桂冠圖書公司，1998年。
- 李永熾/譯，《山之音》，桂冠圖書公司，2000年。
- 諾貝爾文學編譯委員會/譯，《川端康成的雪鄉‧千羽鶴》，環華館，2001年。
- 高慧勤/譯，《雪國》，桂冠圖書公司，2001年。
- 不著譯者，《伊豆的舞孃》，集思書城，2001年。
- 不著譯者，《雪國》，集思書城，2001年。
- 路耿冰/譯，《雪國》，環華館，2002年。
- 羅昱/譯，《伊豆的舞孃》，環華館，2002年。
- 葉渭渠/譯，汪若蘭/編，《名人》，木馬文化，2002年。
- 葉渭渠/譯，《山之音》，木馬文化，2002年。
- 葉渭渠/譯，《千羽鶴》，木馬文化，2002年。
- 葉渭渠/譯，《雪國》，木馬文化，2002年。
- 葉渭渠/譯，《伊豆的舞穰》，木馬文化，2002年。
- 葉渭渠/譯，《掌中小說》，木馬文化，2002年。
- 葉渭渠/譯，《睡美人》，木馬文化，2002年。
- 孔憲科/譯，《美麗與哀愁》，木馬文化，2002年。
- 唐月梅/譯，《古都》，木馬文化，2002年。
- 唐月梅/譯，《舞姬》，木馬文化，2002年。
- 唐月梅/譯，《湖》，木馬文化，2003年。
- 高慧勤/譯，《千羽鶴》，桂冠圖書公司，2006年。
- 《文學大師原著〈伊豆舞孃〉DVD》，龍騰，2006年。
- 竺儀/改寫，呂玉琴/繪者，《古都》，企鵝，2007年。
- 劉子倩/譯，《伊豆之旅》，大牌，2017年。

### 簡體本
- 侍桁/译，《雪国》，上海译文出版社，1981年。
- 叶渭渠/译，《川端康成小说选》，人民文学出版社，1985年。
- 唐月梅/編，《川端康成小說經典》（全3冊），人民文學出版社，1999年。
- 葉渭渠/譯，《我在美麗的日本》，河北教育出版社，2002年。
- 《川端康成文集》（全10卷），廣西師範大學出版社，2002年。
- 高慧勤/主編，《川端康成十卷集》，河北教育出版社，2002年。
- 葉渭渠、唐月梅/譯，《雪國、古都、千隻鶴》，譯林出版社，2002年。
- 唐月梅/譯，《古都》，北京出版社，2003年。
- 葉渭渠/譯，《千只鶴》，北京出版社，2003年。
- 葉渭渠/譯，《伊豆的舞孃》，北京出版社，2003年。
- 叶渭渠、唐月梅/译，《雪國》，浙江文藝出版社，2003年。
- 李德純等人/譯，《伊豆舞女》，河北教育出版社，2004年。
- 劉可欣、高慧勤/譯，《伊豆的舞女》，中國致公出版社，2005年。
- 叶渭渠/译，《伊豆的舞女》，天津人民出版社，2005年。
- 叶渭渠、唐月梅/译，《雪國‧古都》，作家出版社，2006年。
- 叶渭渠、唐月梅/译，《雪國》，北京燕山出版社，2007年。
- 王成、林璋/譯，《川端康成著作選釋：〈伊豆的舞女〉、〈雪國〉》（日本现代文学名著注释从书），商務印書館，2007年。
- 叶渭渠/譯，《雪國、伊豆舞女》（日本文學名著日漢對照系列叢書），吉林大學出版社，2009年。
- 高慧勤/譯，《雪國》（名著名译插图本），人民文學出版社，2009年。
- 叶渭渠、唐月梅/译，《雪國‧古都》（插圖本），譯林出版社，2009年。
- 叶渭渠、唐月梅/译，《雪國》，南海出版公司，2010年。
- 叶渭渠、唐月梅/译，《伊豆的舞女》，南海出版公司，2010年。
- 叶渭渠、唐月梅/译，《雪國 古都 千只鶴》，譯林出版社，2010年。
- 叶渭渠/译，《千只鶴》，南海出版公司，2013年。
- 郑民钦/译，《东京人》，南海出版公司，2015年。

## 相關書籍、論述

### 繁體本
- 張國安/著，《川端康成傳》，明田出版，1993年。
- 鹽田良平/著，《日本的作家與作品》（中日文對照），水牛出版社，2003年。
- 吳叡人，文學的自殺與日本的近現代精神史：從明治到昭和，以北村透谷、有島武郎、芥川龍之介、太宰治到三島由紀夫、川端康成為例，收錄於《春山文藝創刊號：歷史在呼嘯》，春山出版，2019年。ISBN 9789869804240

### 簡體本
- 喬遷/著，《川端康成研究》，上海社會科學院出版社，1997年。
- 進藤純孝/著，何乃英/譯，《川端康成》，中央編譯出版社，1998年。
- 周閱/著，《人與自然的交融─《雪國》》，雲南人民出版社，2002年。
- 張石/著，《川端康成與東方古典》，上海古籍出版社，2003年。
- 劉象愚/著，《走進經典叢書：感悟東方之美：走進川端康成的〈雪國〉》，北京師範大學出版社，2007年。
- 葉渭渠、唐月梅/譯，《川端康成精品集》，復旦大學出版社，2008年。
- 周閱/著，《川端康成文學的文化學研究：以東方文化為中心》，北京大學出版，2008年。
- 許金龍/譯，《川端康成、三島由紀夫往來書簡》，人民文學出版社，2009年。
- 何乃英/著，《比較文學文庫：川端康成小說藝術論》，北京師範大學出版社，2010年。

## 脚注
1. ↑  歌德獎章（Goethe-Medaille（德语：Goethe-Medaille (Begriffsklärung)）/Goethe-Plakette（德语：Goethe-Plakette））是許多獎項的通稱。川端康成獲得的是（Goetheplakette der Stadt Frankfurt am Main）。所謂「Plakette（德语：Plakette）」是比獎章級別更低的一種榮譽。
2. ↑  和歌的一種